# Palawanosorex
Palawanosorex – rodzaj ssaków z podrodziny zębiełków (Crocidurinae) w obrębie rodziny ryjówkowatych (Soricidae).

## Zasięg występowania
Rodzaj obejmuje gatunki występujące w południowo-wschodniej Azji.

## Morfologia
Długość ciała (bez ogona) 75–99 mm, długość ogona 53–68 mm, długość ucha 8–11 mm, długość tylnej stopy 12–17,5 mm; masa ciała 16–24 g.

## Systematyka
Rodzaj zdefiniował w 2018 roku międzynarodowy zespół zoologów (Niemiec Rainer Hutterer, Filipińczyk Danilo S. Balete oraz Amerykanie Thomas C. Giarla, Lawrence R. Heaney i Jacob A. Esselstyn) na łamach Journal of Mammalogy. Na gatunek typowy autorzy wyznaczyli (oryginalne oznaczenie) Palawanosorex muscorum.

### Etymologia
Palawanosorex: Palawan, Filipiny; łac. sorex, soricis ‘ryjówka’, od gr. ὑραξ hurax, ὑρακος hurakos ‘ryjówka’.

### Podział systematyczny
Do rodzaju należą następujące gatunki:
- Palawanosorex muscorum Hutterer, Balete, Giarla, Heaney & Esselstyn, 2018
- Palawanosorex ater (Medway, 1965) – ryjówek czarny